# Adam Karpiński (historyk literatury)
Adam Józef Karpiński (ur. 13 października 1952 w Nowym Dworze Mazowieckim – zm. 26 października 2011 w Warszawie) – polski historyk literatury.

## Życiorys
W latach 1971–1976 studiował polonistykę na Uniwersytecie Warszawskim, a następnie kontynuował studia doktoranckie w Instytucie Badań Literackich PAN. W 1980 uzyskał doktorat na podstawie rozprawy Staropolska poezja ziemiańska. Próba przekroju, napisanej pod kierunkiem Janusza Pelca i został zatrudniony w Pracowni Literatury Renesansu i Baroku IBL. Habilitację uzyskał w IBL w 1992 na podstawie edycji Poezji zebranych Stanisława Herakliusza Lubomirskiego. W 1994 był pomysłodawcą założenia stowarzyszenia „Pro Cultura Litterraria”, którego został prezesem, a w 1995 powstania serii wydawniczej Biblioteka Pisarzy Staropolskich. W 1997 zainicjował powstanie i objął kierownictwo Zespołu Edytorstwa Naukowego i Krytyki Tekstu IBL (od 2000 Ośrodek Krytyki Tekstu i Edytorstwa Naukowego). Ponadto w latach 1992-1996 pracował na Wydziale Humanistycznym KUL, od 1994 prowadził zajęcia w Instytucie Literatury Polskiej UW, zaś w latach 1995-1998 wykładał w Wyższej Szkole Humanistycznej w Pułtusku. W 2004 otrzymał tytuł naukowy profesora, a w 2005 stanowisko profesora w IBL.
W pracy naukowej zajmował się głównie historią i edytorstwem literatury staropolskiej. Wydał książki: Staropolska poezja ideałów ziemiańskich (1983), Tekst staropolski. Studia i szkice o literaturze dawnej w rękopisach (2003), Renesans (2007). Publikował m.in. w czasopismach: „Pamiętnik Literacki”, „Przegląd Humanistyczny”, „Barok”, „Ogród”, „Teksty Drugie”, „Odrodzenie i Reformacja w Polsce”. Był edytorem i redaktorem wydań poezji autorów, takich jak Sebastian Klonowic, Stanisław Herakliusz Lubomirski, Hieronim Morsztyn, Wacław Potocki, Jan Żabczyc, Mikołaj Sęp-Szarzyński, a także antologii i książek poświęconych literaturze staropolskiej. Był członkiem redakcji półrocznika „Barok”, serii wydawniczej „Studia Staropolskie”, Słownika Języka Polskiego XVII i 1 połowy XVIII wieku, rocznika „Odrodzenie i Reformacja w Polsce”, redaktorem naukowym Dzieł wszystkich Jana Kochanowskiego
Zmarł w 2011 w Warszawie i pochowany został na cmentarzu komunalnym Północnym.